# Arcus Odyssey
Arcus Odyssey (アークス・オデッセイ) è un videogioco pubblicato nel 1991 per Mega Drive e Sharp X68000 dalla Wolf Team e nel 1993, con il titolo Arcus Spirits (アークス・スピリッツ), per Super Nintendo dalla Sammy Corporation. Solo la versione Mega Drive venne pubblicata ufficialmente anche in Occidente. Fa parte della serie di giochi di ruolo Arcus, ambientata in un mondo fantastico, e a differenza degli altri titoli della serie è un gioco d'azione. La versione Mega Drive ricevette giudizi da medi a molto buoni, tra cui una "medaglia d'oro" di Zzap! 59.

## Modalità di gioco
Possono partecipare uno o due giocatori in cooperazione simultanea. Ciascuno controlla un personaggio a scelta tra guerriero, sacerdotessa, elfa e mago. Ogni personaggio ha diverse caratteristiche, una diversa arma che colpisce a distanza, ad esempio l'elfa lancia frecce che possono anche rimbalzare sulle pareti, e differenti poteri magici.
Il gioco ha prospettiva isometrica con scorrimento in tutte le direzioni, in alcuni casi con effetto di parallasse sullo sfondo.
Si attraversano vari livelli, di solito con conformazione a labirinto, tra cui i sotterranei di una città in rovina, un intrico di pontili su un lago, una piramide sospesa in aria. Ci sono diversi tipi di creature nemiche mostruose da combattere e alcuni rompicapo da risolvere, ad esempio in un livello si deve trovare il modo di canalizzare l'acqua affinché spenga delle fiamme che bloccano l'uscita. Un sistema di password permette di riprendere le partite da livelli avanzati.
Tutti i personaggi possono creare uno scudo difensivo attorno a sé, ma non possono contemporaneamente sparare. Sparsi nei livelli si trovano forzieri contenenti oggetti utili. Gli oggetti posseduti e le magie si possono selezionare per l'utilizzo facendo apparire una finestra con un menù a icone. Si dispone di punti ferita, esauriti i quali la partita termina. Il livello del personaggio può essere aumentato raccogliendo determinati elementi che migliorano l'attacco, i punti ferita, oppure le abilità magiche.
In alcuni livelli è possibile ottenere temporaneamente un personaggio non giocante alleato, umano o animale, che in cambio di una qualche azione amichevole aiuta il protagonista nel combattimento, muovendosi strettamente affiancato a lui e sparando con una propria arma.